# Netrativka, Ciornuhî
Netrativka (în ucraineană Нетратівка) este un sat în comuna Kurinka din raionul Ciornuhî, regiunea Poltava, Ucraina.

## Demografie
Componența lingvistică a localității Netrativka
     Ucraineană (97,74%)
     Rusă (2,26%)
Conform recensământului din 2001, majoritatea populației localității Netrativka era vorbitoare de ucraineană (97,74%), existând în minoritate și vorbitori de rusă (2,26%).